# Ferenc Kossuth

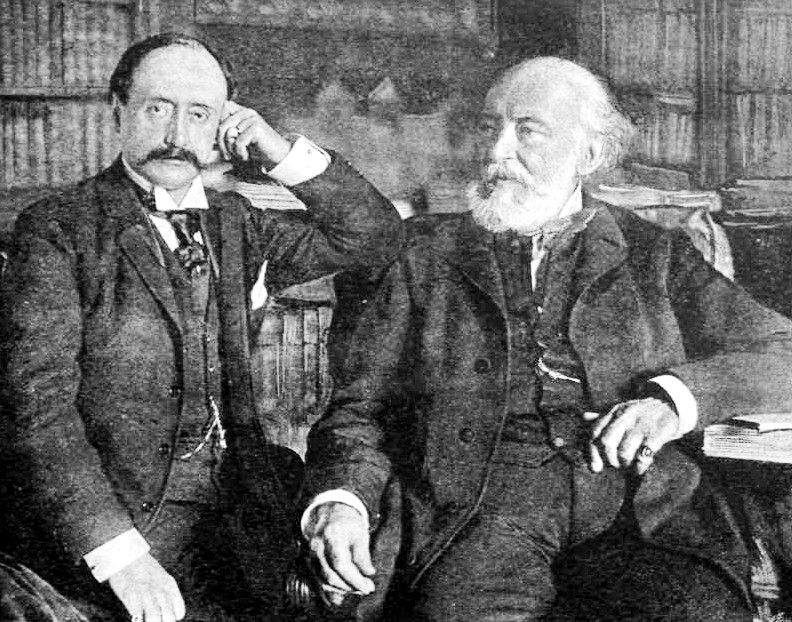
Ferenc Kossuth (z lewej) z ojcem (1892)

Ferenc Lajos Ákos Kossuth (ur. 16 listopada 1841 w Peszcie, zm. 25 maja 1914 w Budapeszcie) – węgierski inżynier i polityk.
Ferenc Kossuth był najstarszym synem Lajosa Kossutha; po przegranej w powstaniu niepodległościowym z lat 1848–1849 małoletni Ferenc udał się z ojcem na emigrację.
Studiował inżynierię w Paryżu i Londynie. W roku 1861 podjął pracę inżyniera kolejowego w Ligurii; był zaangażowany w budowę tunelu Fréjus, pracował w przemyśle, górnictwie i zbudował pierwszy stalowy most przez Nil.
Od roku 1859 był sekretarzem Magyar Nemzeti Igazgatóság, rodzaju węgierskiego rządu emigracyjnego. Zaraz po śmierci ojca, w 1894 roku, wrócił na Węgry i brał udział w organizacji jego pogrzebu w Budapeszcie.
Wkrótce po powrocie zajął się działalnością polityczną. W 1895 roku został wybrany członkiem węgierskiego parlamentu, a w 1897 roku stał się liderem Partii Niepodległości. W 1905 roku jego ugrupowanie wygrało wybory, co stało się przyczyną kryzysu węgierskiego, albowiem po raz pierwszy od powstania Węgier (1867) ugodowa wobec Habsburgów Partia Liberalna utraciła władzę. Partia Kossutha domagała się rozszerzenia niezależności Węgier, m.in. wprowadzenia języka węgierskiego do wspólnej armii.
Pod wpływem napięcia i nastrojów opinii publicznej Kossuth zgodził się ustąpić i zaakceptował pozaparlamentarny rząd Sándora Wekerle, w którym sam objął 8 kwietnia 1906 roku funkcję ministra handlu i sprawował ją do 17 stycznia 1910 roku. W okresie sprawowania funkcji wsławił się głównie zamieszaniem w skandale korupcyjne.
Zmarł 25 maja 1914 roku w Budapeszcie.